# Nick D'Virgilio
Nick D'Virgilio es un baterista de los Estados Unidos, normalmente se lo suele llamar NDV, y es conocido por ser miembro del grupo de rock progresivo Spock's Beard. También fue uno de los bateristas seleccionados para reemplazar a Phil Collins en el grupo británico Genesis, para grabar su álbum Calling All Stations de 1997. También ha participado en las sesiones de grabación de otros artistas, tales como en el grupo Tears for Fears.
"The Shaming Of The True", el segundo álbum como solista de Kevin Gilbert, fue lanzado póstumamente. El álbum estaba incompleto, pero la familia de Gilbert le pidió a D'Virgilio que lo completara, basado en las grabaciones existentes y en las notas de Gilbert. "The Shaming Of The True" fue publicado en 2000 y D'Virgilio contribuye en muchas canciones con la batería, percusión, bajo, guitarra, teclados y coros.
Desde que Neal Morse dejó Spock's Beard en 2002, D'Virgilio se encarga también de la voz y ya ha grabado tres álbumes "Feel Euphoria", "Octane" y el epónimo "Spock's Beard". Su primer álbum como solista, "Karma", fue grabado en 2001 en el estudio de grabación de Kevin Gilbert, y en los estudios Lawnmower y Garden Supplies, en Pasadena, California. El álbum incluye a Mike Keneally y Bryan Beller.  
También participó como ingeniero en jefe en el álbum "View" de Bryan Beller, grabado en el mismo estudio que "Karma". Además, D'Virgilio fue un miembro de la banda de Mike Keneally desde 2001 hasta 2004, participando en la gira del álbum de Keaneally de 2000 y proveyendo la batería y su voz en el álbum "Dog" de 2004, aunque fue reemplazado por Joe Travers en la gira siguiente.
D'Virgilio también cubrió el puesto de Mark Zonder en la gira de "Fates Warning" con Dream Theater y Queensryche en 2003. Desde 2003 también ha sido el baterista del grupo The Rubinoos.
Aparece en el álbum The Road Home (2007), de Jordan Rudess.
Desde 2009 se integró oficialmente a la banda inglesa Big Big Train y también ha tocado en la banda Flying Colors.
En 2023 lanzó el álnum "Sophomore", con Neal Morse y Ross Jennings.  